# 白琮
白琮（1399年—？），字廷貴，河南南陽府新野縣人，明朝政治人物。同進士出身。

## 生平
山西鄉試第一百四十八名舉人。宣德五年（1430年）丁丑科會試第四十七名，殿試登進士第三甲第五十五名。授禮科給事中，出爲浙江衢州府知府。

## 家族
曾祖白得。祖父白原。父白威。